# 杜畏之
杜畏之（？—1992年6月），原名屠庆祺，别名杜沧白，河南永城人。中国共产党早期党员，中华民国及中华人民共和国翻译家。

## 生平
杜畏之原名屠庆棋。杜畏之是其1930年以后用的笔名，后以此名行。杜畏之生于小商人家庭。1919年考取开封欧美留学预备学校，但因第一次世界大战后欧洲经济恶化，留学没能成行。杜畏之乃又到南京东南大学、开封中州大学学习，并在1925年初加入中国共青团。不久，受中国共青团组织派遣，以教师身份作为掩护回到家乡，在永城创建了第一个中国共青团支部。
1925年，为选拔到莫斯科中山大学留学的中国学生，广州国民政府专门组织了由谭延闓、古应芬、汪精卫三人组成的选拔委员会，鲍罗廷任顾问。第一期学员340人，其中广州、上海、北京三地占280人，另有许多中国国民党要员的子弟，从其他地方选派的平民出身的学生很少。乌兰夫、伍修权、杜畏之、高素明等都是从其他地方选派的平民子弟。
1925年夏秋之交，苏联政府开办莫斯科中山大学并招收第一批中国学员的消息传开，不久中山大学在天津建立招生站。杜畏之凭中国共青团河南省委的介绍信到天津报名并获录取。1925年10月28日，杜畏之自上海乘船赴莫斯科，同行者有王明、张闻天、俞秀松、王稼祥、乌兰夫、伍修权等学生。1925年11月28日他们到达莫斯科。杜畏之因外语好，被分配到十多人为一小班的俄语班。同班同学有王明、俞秀松、刘少文、李培之等人。该俄语班的学生除自己学习外，还负责在语言上沟通教师和中国学生。杜畏之到校不久即转为共产党员。杜畏之在国内学过英语、俄语，在莫斯科又学会了法语、德语。后来他还涉猎过波兰语、捷克语、意大利语、西班牙语、罗马尼亚语等。当时苏联国内食品供应紧张，与中山大学相邻的一些招收苏联学生的学校每天只供应两顿饭，大多是黑面包，但苏联政府对中山大学的供应却很丰富，还经常供应牛肉。但杜畏之不喜欢吃西餐，却很想念家乡的豆腐，同学们便给他起了绰号“豆腐”。杜畏之在校期间，上海工人第三次武装起义成功曾引起莫斯科一天狂欢，而随后的四一二政变又在莫斯科引起抗议浪潮。对中国革命失败的原因，共产国际及苏共内部分成斯大林派和托洛茨基派。中山大学的中国学生也很快形成了分别支持斯大林、托洛茨基的两派，其中支持托洛茨基派的中国学生人数占压倒性优势。杜畏之支持托洛茨基。
1927年9月，莫斯科中山大学第一期学生毕业，带有托派思想的毕业生大多数被遣送回中国。杜畏之留校当翻译，与其同时留校当翻译的有王明、张闻天、王稼祥、沈泽民等人。同时，乌兰夫到莫斯科东方大学当翻译，伍修权到莫斯科步兵学校。
1928年夏，中国共产党第六次全国代表大会在莫斯科郊外召开，杜畏之任大会翻译。1928年6月12日，斯大林在莫斯科克里姆林宫接见了来莫斯科参加中共六大的中共中央领导人瞿秋白、周恩来、李立三、邓中夏、苏兆征等人，杜畏之任翻译。斯大林向中共中央领导人重点谈了两个问题，一是中国革命的性质，斯大林认为中国革命仍然是资产阶级民主革命，二是中国革命目前处于高潮还是低潮的问题，斯大林认为中国革命正处在低潮。李立三插话表示不同意见，认为现在中国革命还处在高潮，遭到斯大林反唇相讥：“这不是波浪，这是浪花！在革命低潮时江河里有时也会翻起几朵浪花……”
中共六大结束后，杜畏之奉派回国。先被安排在上海的中国共青团中央机关工作，不久被派往郑州任共青团河南省委宜传部部长。1929年夏，回到上海任共青团中央组织部秘书。1930年初，中共党内以李立三为代表的左倾思想开始抬头。1930年5月，李立三在中共机关刊物《布尔什维克》杂志上发表《新的革命高潮前面的诸问题》，称“中国革命的高潮已经到来”。1930年6月8日,李立三又在中共中央政治局会议上作相同内容的报告。6月11日，中共中央政治局根据李立三的报告通过了《目前政治任务的决议——新的革命高潮与一省或几省的首先胜利》的决议。在此期间，彭德怀率红五军攻克长沙并短暂占领三天，这对李立三是很大鼓舞。李立三积极策划占领南昌、进攻九江、会师武昌、南京兵暴等系列行动。在莫斯科亲耳听到斯大林同李立三争论的杜畏之，在一次中共党内的组织会议上发表看法，谈了斯大林对李立三的上述批评。有人把杜畏之的话反映到中央，李立三暂停了杜畏之的党籍，随即将杜畏之开除出党。杜畏之的妻子梁识威是工人出身，1925年入党，因不肯同杜畏之断绝关系而被暂停党的工作，并在1931年初被迫脱党。
1930年代初，中共党内反对李立三左倾思潮的人既有从莫斯科中山大学回国的王明、博古、王稼祥、何子述等人，也有在中央工会党团内长期任职的何孟雄、李求实、罗章龙、徐锡根等人。同时，托派活动也很活跃，“无产者”、“我们的话”、“战斗”、“十月”等四个托派组织正在筹备联合。在1931年5月中国托派第一次代表大会后不久，杜畏之即参加了托派。同时杜畏之经朋友介绍，担任安徽大学哲学系教授，并将主要精力用于翻译。杜畏之曾先后任上海艺术大学、安徽大学、北平中国大学教授。
1931年5月1日中国托派第一次代表大会在上海召开后不久，中国托派组织便遭两次破坏。1931年5月下旬，托派中央五位常委中的四位被捕。1931年7月，仅剩的唯一一位常委陈独秀联合彭述之，并吸收尹宽、蔡振东等人，重组中央常委班子。但仅过一个月，尹宽、蔡振东等8人被捕。陈独秀再次联合彭述之，并吸收宋逢春、淮德治、罗世藩等5人组成中央常委班子，彭述之负责宜传。1932年7月2日，彭述之通知杜畏之到沪西的兆丰公园（今中山公园）商谈中央宜传工作。出席会议的共4人：彭述之、李季、吴季严、杜畏之。会后吴季严和杜畏之在公园门口碰见1931年4月即被捕叛变的原中共中央政治局候补委员顾顺章，随即被国民党特务逮捕。1932年底，杜畏之任职的安徽大学托关系将他保释。从此杜畏之脱离中国托派组织，专心教书和翻译。主要译著有恩格斯《自然辨证法》、列宁《俄国资本主义的发展》、普列汉诺夫《战斗的唯物论》、罗曼诺夫《帝俄侵略满洲史》等数十本。杜畏之是高尔基小说《母亲》的第一个译者。
抗日战争期间，1940年，蒋经国出任江西省第四行政区行政督察专员兼保安司令。陆续有蒋经国在苏联留学时期的同学来赣州，其中大部分是蒋经国在莫斯科中山大学的同学，形成了蒋经国的小集团。这批人有高理文（高素明）、彭健华、杜畏之（杜沧白）、吴希之、徐季元、黄中美、周百楷等。杜畏之约是在1942年夏到赣州，住在中华正气出版社，未担任职务，生活悠闲，除帮彭健华审阅《时代中国》月刊的稿件外，便在居所读书。当时杜畏之和蒋经国关系密切，常到蒋经国家中。1943年杜畏之离开赣州。
1949年10月中华人民共和国成立。此前中国托派的重要人物彭述之、王文元等人都去了海外。杜畏之留在了中国大陆。中华人民共和国初期，杜畏之还找过中共党组织有关部门要求恢复中国共产党党籍。1950年12月20日，《人民日报》发表了中国托派头面人物刘仁静、李季的声明，同时配发措辞严厉的“编者按”，引用了斯大林的名言：“现在的托洛茨基主义，并不是工人阶级中的政派，而是一个无原则的、无思想的、暗害者、军事破坏者、侦探间谋、杀手凶手的匪帮，是工人阶级死敌的匪帮，是外国侦探机构雇佣的奸细。”1952年12月22日，斯大林73岁生日后仅仅一天，中华人民共和国全国公安机关同时开始“大肃托”，大批逮捕原托派分子。杜畏之被捕并被关进上海南车站路看守所。1955年被判处无期徒刑。在“大肃托”中被捕的人里，除郑超麟、尹宽、喻守一、黄鉴铜等4人“因罪恶太大，无法判决”（事实上是终身监禁）外，杜畏之是被判得最重的人。参加托派组织仅一年且从未担任职务的杜畏之之所以被判重刑，是因为杜畏之很出名，翻译了大量马克思主义名著。
据与杜畏之同为托派狱友的周仁生、王国龙回忆，杜畏之在上海提篮桥监狱任犯人中的翻译组组长，翻译科技资料。1963年，中国共产党同苏联共产党发生中苏论战，中国方面缺乏懂马克思主义理论的高级翻译，参加过中共六大的陈伯达、康生想到杜畏之，乃派人将杜畏之解押北京秦城监狱，继续任翻译组组长。除文革期间，因秦城监狱关押人员太多，杜畏之曾被临时押往辽宁抚顺战犯管理所关押一年多外，杜畏之在秦城监狱关押了8年。
1971年9月13日，九一三事件发生。随后加紧对林彪集团成员陈伯达的审查。有人揭发陈伯达曾在莫斯科中山大学加入托派组织，揭发者是原中山大学学生王志凌及其前妻胡佩文。二人分别写材料证明陈伯达（在中山大学时名“陈尚友”）在中山大学期间曾参加托派组织，并向托派组织捐活动经费。这两份材料都登在中央专案组发的关于陈伯达反革命罪行的审查报告中。康生的秘书李鑫领导的专案组也找到杜畏之，要求杜畏之写揭发陈伯达的材料以便“戴罪立功”。杜畏之却如实交代说，当时在莫斯科中山大学同情托洛茨基思想的人很多，杜畏之自己便是一个，陈尚友或许也有一点这种想法，但绝对无人加入过托派组织，这是因为中共党内当时根本没有托派组织，最早成立的中国托派组织是1929年在上海成立的“我们的话”派，这时杜畏之和陈尚友都已回国。后来陈伯达看到这些材料很感激杜畏之。
1972年10月，根据毛泽东提议，释放全部在押的托派，杜畏之从秦城监狱获释。1976年恢复公民权。但此后杜畏之仍是公安机关档案中的“四类分子”，上海市公安局经常派人到他家查问。
1986年10月，乌兰夫（中华人民共和国副主席）、伍修权在北京人民大会堂会见了来探访亲友的美籍华人高素明、罗南英夫妇。他们四人都是莫斯科中山大学的学生。高素明在会见中介绍了在上海探望杜畏之的情况，并且转交了杜畏之致乌兰夫的信。杜畏之在信中请乌兰夫帮助摘掉自己的“四类分子”帽子，增加生活费以解决经济困难，改善住房条件，并表达了恢复工作的愿望。乌兰夫和伍修权随后致信中共上海市委书记芮杏文、上海市人民政府市长江泽民，建议将杜畏之的关系转到中共上海市委统战部管理，在上海市的翻译单位或文史单位安排工作，并在政治上加以关心，并帮助解决其生活费和住房的问题。
1986年10月，中共上海市委收到了乌兰夫、伍修权的亲笔信。1987年1月，由上海市人民政府市长江泽民出面聘杜畏之为上海市文史研究馆馆员。1990年初，杜畏之加入上海翻译家协会。1992年6月，杜畏之逝世。

## 著作
主要译著有：
- 恩格斯《自然辨证法》
- 列宁《俄国资本主义的发展》
- 普列汉诺夫《战斗的唯物论》
- 罗曼诺夫《帝俄侵略满洲史》[2]
- 高尔基《母亲》[4]

论文有：
- 《辩证法和相对论》
- 《唯物论的防御战》[2]